# Stella Márquez
Stella Márquez, de son nom de naissance Stella Márquez Zawadski, née en 1937 à Tumaco en Colombie, est une Colombienne, qui a été vainqueur de Miss Colombie 1959 puis Miss International 1960.
Elle est la première à être élue Miss International.

## Biographie
Elle est née à Tumaco en Colombie, de parents d'origines espagnoles et polonaises.
En 1959, Stella devient Miss Colombie 1959, représente son pays l'année suivante à Miss Univers 1960, se classe dans le top 10 (6e) et remporte l'élection de Miss International 1960.
Depuis 1964, elle dirige l'organisation de Miss Philippines.